# Oto-Mangue Indijanci
Oto-Manguean.- Velika porodica (Oto-Manguean Stock) sjevernoameričkih indijanskih jezika iz Meksika i Srednja Srednje Amerike. Porodice na koje se ova Velika porodica grana su: Amuzgoan, Manguean ili Chorotegan; Chinantecan, Mixtecan, Oto-Pamean, Popolocan i Zapotecan.
U novo vrijeme jezikoslovci pokušavaju ovu porodicu proširiti i na Tlapanecan Indijance, jedna od porodica Hoka. Glavna plemena i jezici su: Amuzgo, Chatino, Chiapanec, Chinantec, Chocho, Chorotega, Cuicatec, Diria, Guatinicamame, Ixcatec, Jonaz, Mangue, Matlame, Matlatzinca, Mazahua, Mazatec, Mixtec, Nagrandan, Ocuiltec, Orotiña (Nicoya, Orosi,) Otomi, Pame, Papabucos, Popoloca, Soltecos, Trique, Zapotec.

## Vanjske poveznice
- Language Family Trees: Oto-Manguean
- Oto-Manguean Language Family
- Oto-Manguean Stock  Arhivirana inačica izvorne stranice od 17. siječnja 2009. (Wayback Machine)